# Oncopsis tristis
Oncopsis tristis är en insektsart som beskrevs av Zetterstedt 1840. Oncopsis tristis ingår i släktet Oncopsis och familjen dvärgstritar. Arten är reproducerande i Sverige. Inga underarter finns listade i Catalogue of Life.